# La Machine (Nièvre)
Pour les articles homonymes, voir La Machine.
La Machine est une commune française située dans le département de la Nièvre, en région Bourgogne-Franche-Comté.
La commune est connue pour son passé de cinq siècles d'exploitation charbonnière (du XIIIe siècle à 1974), elle tire par ailleurs son nom d'un baritel installé par des ouvriers liégeois en 1689 pour remonter la houille.
Ses habitants sont les Machinois et les Machinoises.

## Géographie

Carte de la Nièvre.

À 270 mètres d'altitude, La Machine se situe au nord de Decize, dans la partie sud du département de la Nièvre.

### Climat
Pour des articles plus généraux, voir Climat de la Bourgogne-Franche-Comté et Climat de la Nièvre.
En 2010, le climat de la commune est de type climat océanique dégradé des plaines du Centre et du Nord, selon une étude du Centre national de la recherche scientifique s'appuyant sur une série de données couvrant la période 1971-2000. En 2020, Météo-France publie une typologie des climats de la France métropolitaine dans laquelle la commune est exposée à un climat océanique altéré et est dans la région climatique  Centre et contreforts nord du Massif Central, caractérisée par un air sec en été et un bon ensoleillement. 
Pour la période 1971-2000, la température annuelle moyenne est de 10,9 °C, avec une amplitude thermique annuelle de 16 °C. Le cumul annuel moyen de précipitations est de 918 mm, avec 12,2 jours de précipitations en janvier et 7,9 jours en juillet. Pour la période 1991-2020, la température moyenne annuelle observée sur la station météorologique de Météo-France la plus proche, « Fours », sur la commune de Fours à 21 km à vol d'oiseau, est de 11,4 °C et le cumul annuel moyen de précipitations est de 904,1 mm. 
La température maximale relevée sur cette station est de 40,8 °C, atteinte le 5 août 2003 ; la température minimale est de −13,2 °C, atteinte le 24 décembre 2001,,. 
Les paramètres climatiques de la commune ont été estimés pour le milieu du siècle (2041-2070) selon différents scénarios d'émission de gaz à effet de serre à partir des nouvelles projections climatiques de référence DRIAS-2020. Ils sont consultables sur un site dédié publié par Météo-France en novembre 2022.

## Urbanisme

### Typologie
Au 1er janvier 2024, La Machine est catégorisée bourg rural, selon la nouvelle grille communale de densité à sept niveaux définie par l'Insee en 2022.
Elle appartient à l'unité urbaine de La Machine, une unité urbaine monocommunale constituant une ville isolée,. Par ailleurs la commune fait partie de l'aire d'attraction de Decize, dont elle est une commune de la couronne,. Cette aire, qui regroupe 13 communes, est catégorisée dans les aires de moins de 50 000 habitants,.

### Occupation des sols
L'occupation des sols de la commune, telle qu'elle ressort de la base de données européenne d’occupation biophysique des sols Corine Land Cover (CLC), est marquée par l'importance des forêts et milieux semi-naturels (65,1 % en 2018), une proportion sensiblement équivalente à celle de 1990 (65,8 %). La répartition détaillée en 2018 est la suivante : forêts (62,5 %), zones urbanisées (15,4 %), prairies (11,2 %), zones agricoles hétérogènes (6,1 %), milieux à végétation arbustive et/ou herbacée (2,6 %), zones industrielles ou commerciales et réseaux de communication (2,2 %). L'évolution de l’occupation des sols de la commune et de ses infrastructures peut être observée sur les différentes représentations cartographiques du territoire : la carte de Cassini (XVIIIe siècle), la carte d'état-major (1820-1866) et les cartes ou photos aériennes de l'IGN pour la période actuelle (1950 à aujourd'hui).

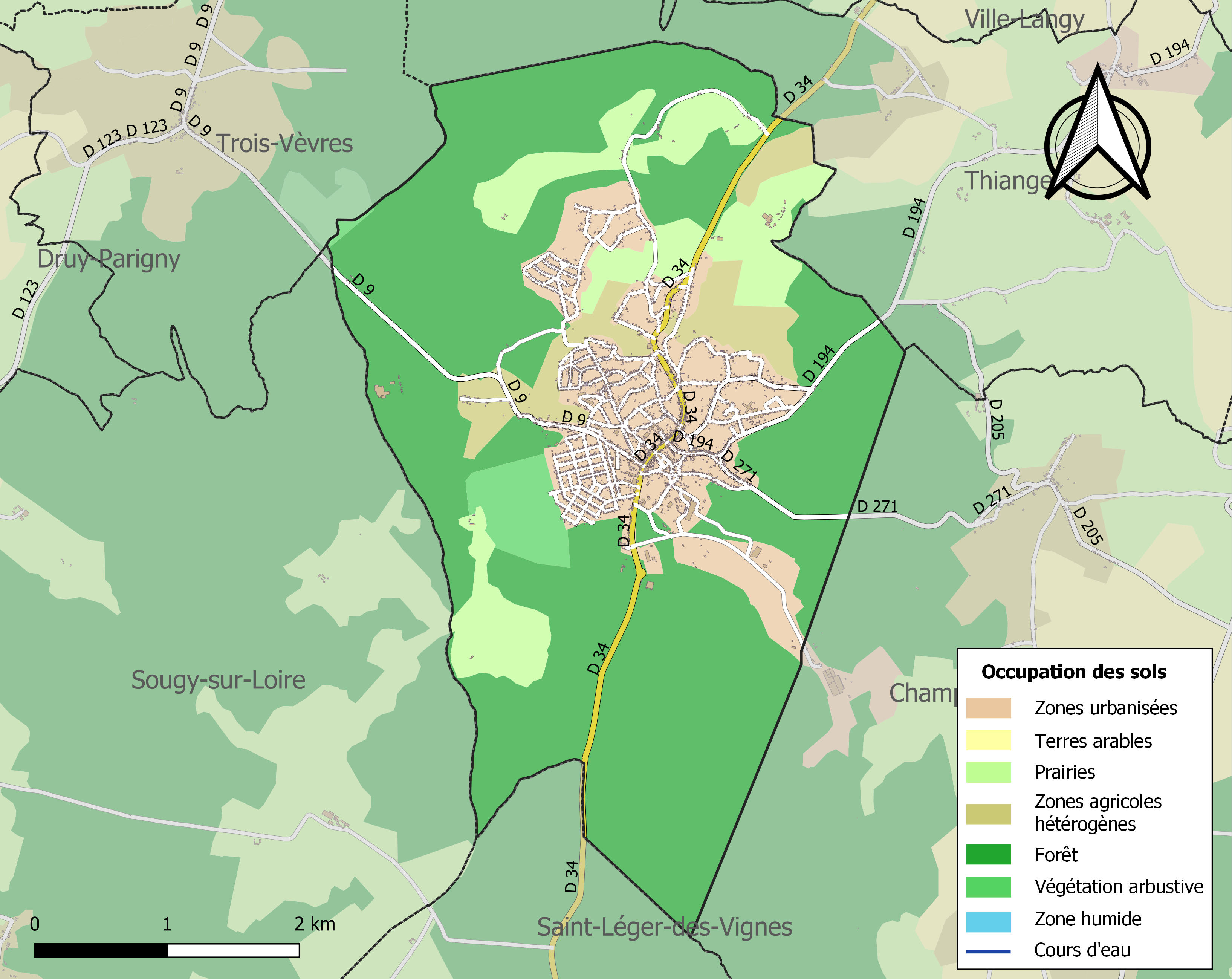
Carte des infrastructures et de l'occupation des sols de la commune en 2018 (CLC).

## Toponymie
La commune tient son nom d'un lourd manège à chevaux appelé « la machine », qui permettait la remontée des mineurs, mais aussi la circulation du matériel et de la houille.

## Histoire
La Machine est connue pour ses mines de charbon, qui lui permirent jusqu'aux années 1970 (le dernier puits, dit « des Minimes », fut fermé en 1974) d'être une commune prospère. Elle fut un moteur économique pour la région. De 1869 à 1946, la houillère de La Machine, sous le contrôle de la compagnie Schneider, jouit d'une grande prospérité et le développement de la ville s'accélère.

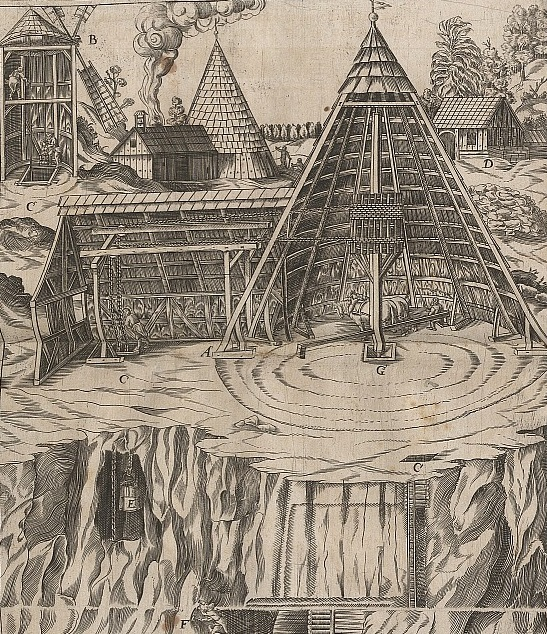
Un baritel en 1650.
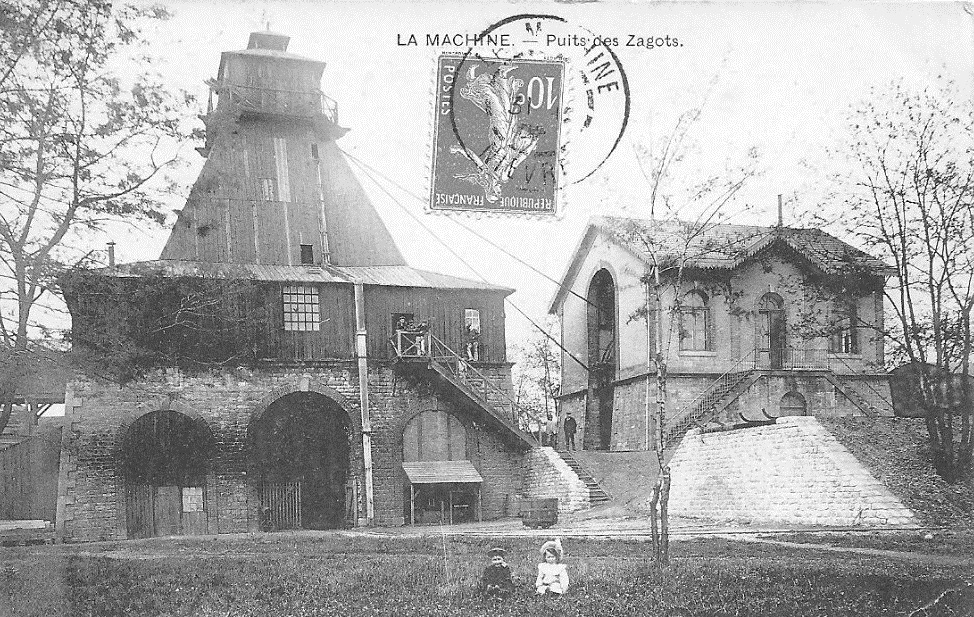
Puits des Zagots.
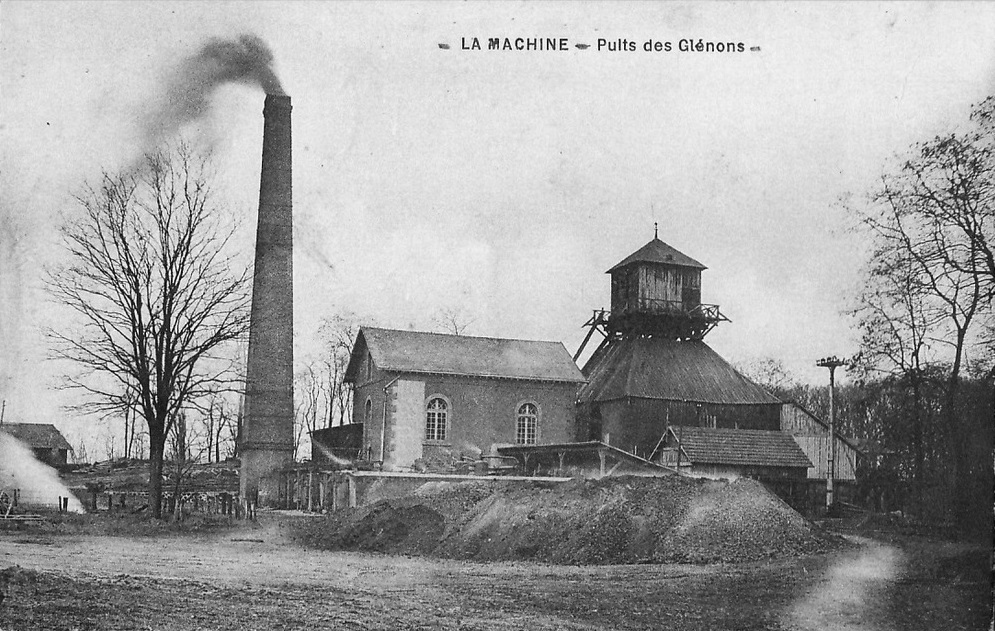
Puits des Glénons.
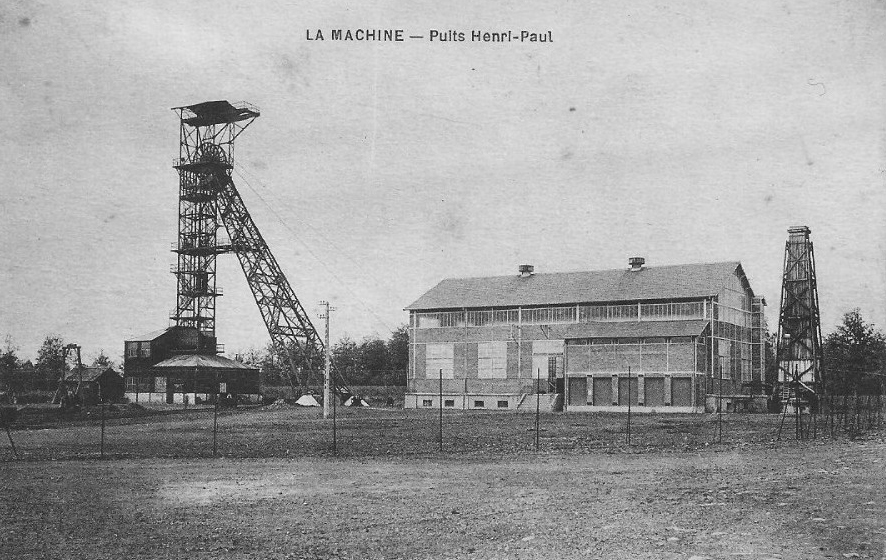
Le puits Henri-Paul.

Au moment de la nationalisation, la ville compte plus de 6 000 habitants dont un quart est employé dans la mine. Ces derniers sont logés, pour la plupart, dans des cités ouvrières construites par la Compagnie à proximité des puits : 
1. Cité Sainte-Marie (1856-1857) ;
2. Cité Sainte-Eudoxie (1878) ;
3. Cité des Zagots (1917-1918) ;
4. Cité des Minimes (1922-1938).

Le 17 mai 1840, les mineurs en révolte conduisent une émeute de la faim. Environ 700 mineurs attaquent les péniches transportant des céréales sur le canal latéral à la Loire, pillent les boulangeries et d'autres commerces et saccagent les bureaux de la compagnie minière. Ils obtiennent une baisse du prix du blé.

Logements ouvriers.
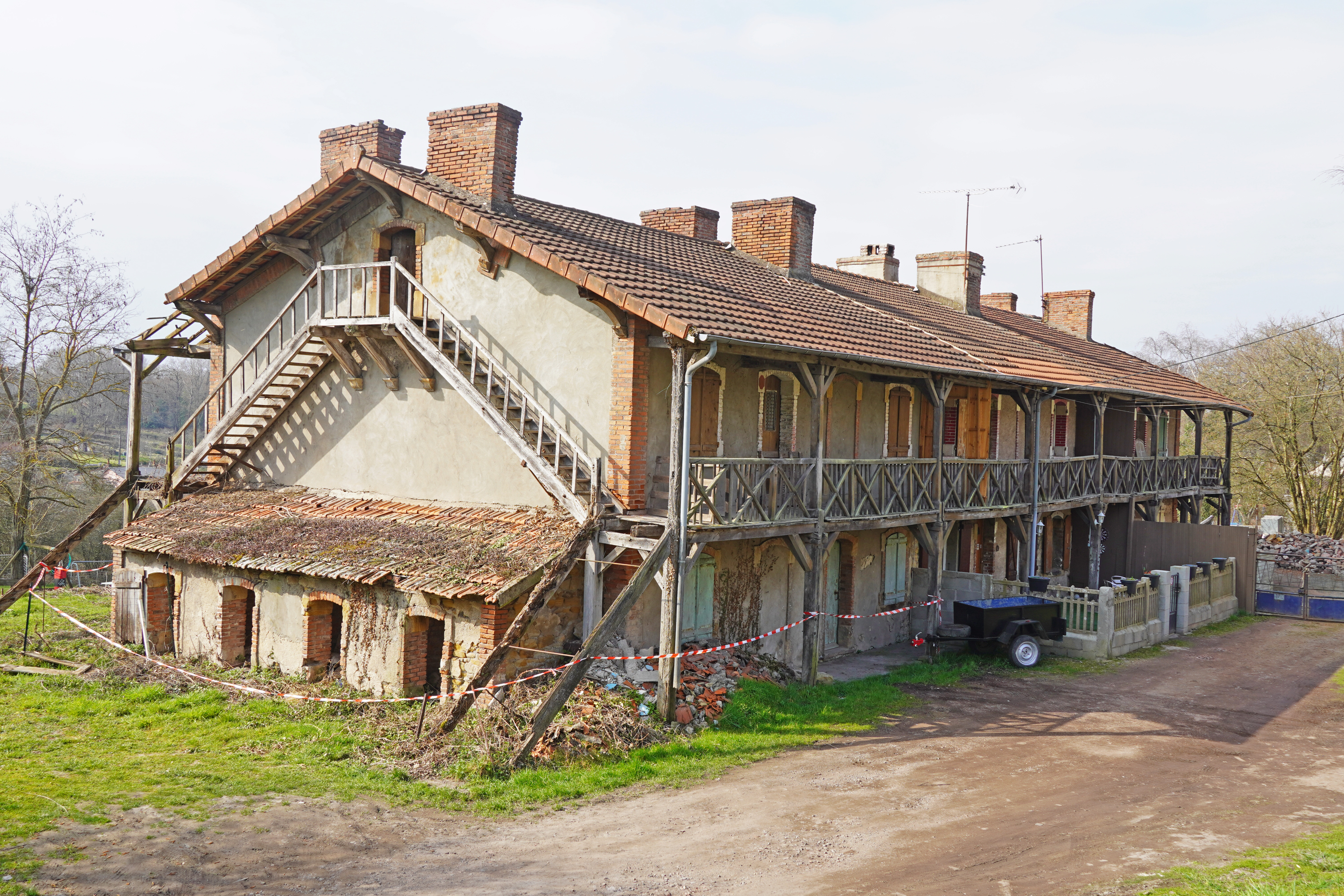
Le phalanstère du puits des Zagots.
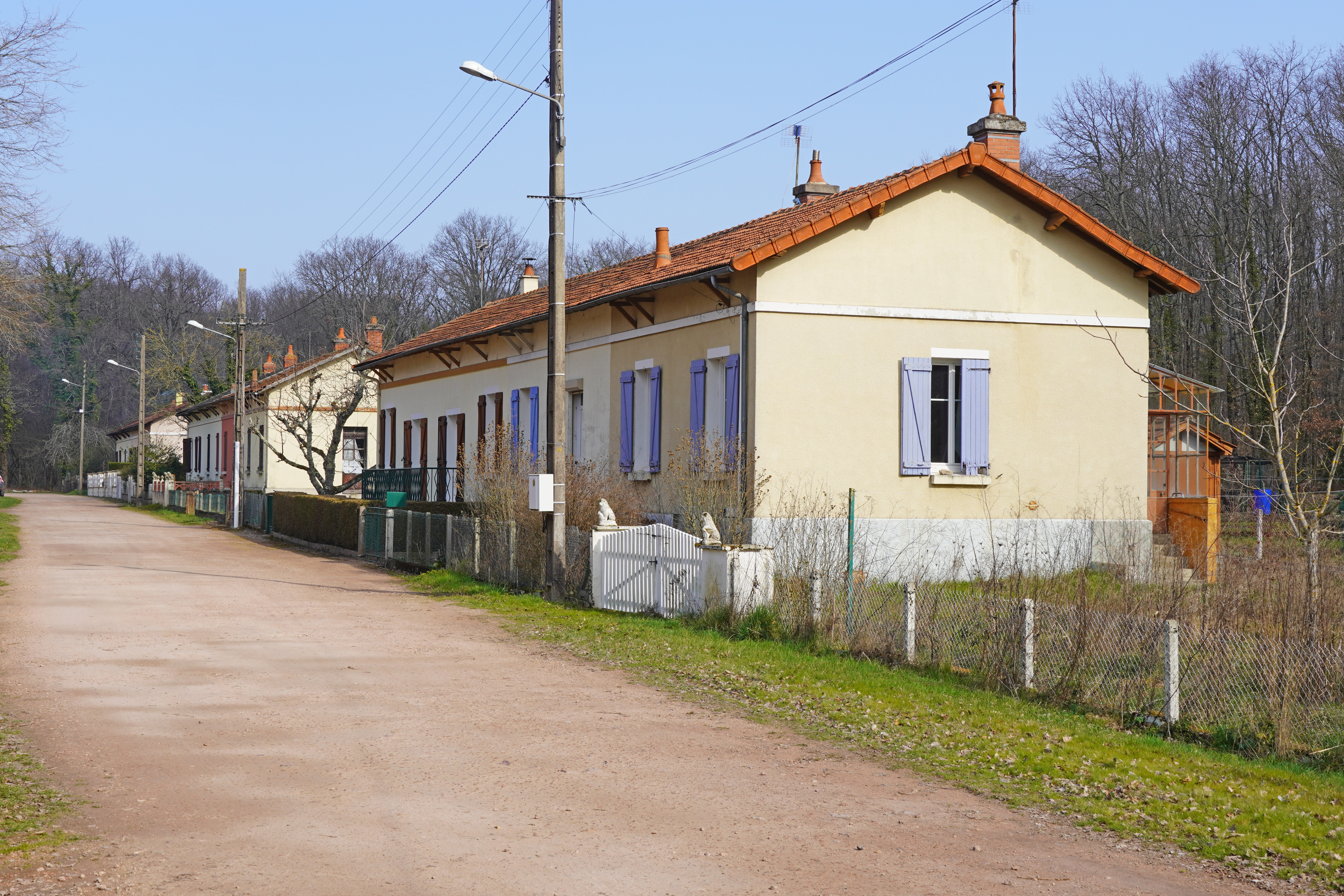
Coron aux puits Sainte-Marguerite et Henri-Paul.

L'histoire locale a été marquée par la catastrophe minière du 18 février 1890, où un coup de grisou fait 43 morts: Le 18 février 1890, un coup de poussier ravage le puits Marguerite. Deux coups de mine trop rapprochés faisaient long feu l'un et l'autre. Le premier avait soulevé un nuage de poussières de charbon ; le second avait embrasé ces poussières et l'incendie de ces poussières en suspension se propagea comme l'éclair dans les galeries. Tous les ouvriers de la galerie d'où était parti le coup furent brûlés plus ou moins grièvement ou asphyxiés. Quinze ouvriers en furent retirés morts. Trois autres cadavres restés sous un éboulement furent découverts ensuite. Huit hommes qu'on avait pu remonter vivants devaient mourir le soir même ou le lendemain. Malheureusement, le puits des Zagots étant aéré en partie par le puits Marguerite, les gaz toxiques s'y propagèrent faisant dix-sept victimes. Au total, on dénombrera donc 43 morts dans la catastrophe, la plus grave de ce bassin minier. Si cette journée n’avait pas été chômée, le nombre de victimes aurait pu être plus élevé.[réf. nécessaire]
Entre 1917 et 1927, environ 300 Chinois seront employés à La Machine. Ils font partie des 140 000 Chinois que la France et la Grande-Bretagne avaient fait venir pour travailler à l'arrière du front pendant la Première Guerre mondiale. Certains travaillaient avant leur arrivée dans les usines d'armement Schneider également propriétaires de la mine. Mais seule une vingtaine reste dans les années 1930. Ils seront suivis par les Polonais, les Italiens, les Yougoslaves et les Maghrébins. 30 % de la population est d'origine étrangère en 1936 (dont : 1 184 Polonais, 231 Yougoslaves, 43 Tchécoslovaques, 60 Italiens, 22 Allemands, 26 Espagnols, 21 Chinois, 15 Nord-Africains, 5 Belges).
La ville atteint son maximum de population dans les années 1950 et devient la 4e agglomération du département, derrière Nevers, Cosne-sur-Loire et Decize.
Après une modernisation des mines, et la centralisation de l'extraction du charbon au puits des Minimes (dernier puits en date), La Machine a dû cesser son activité en raison de la crise du charbon en France. Les dernières années, le charbon machinois était destiné uniquement aux entreprises de proximité où il était encore plus ou moins rentable grâce au faible coût du transport. Malgré tout, le dernier mineur remonta en 1975, après trois siècles d'exploitation du charbon.

## Politique et administration

### Tendances politiques et résultats
La commune est dirigée par Daniel Barbier depuis 2001 sous l'étiquette PS puis LREM.

### Liste des maires

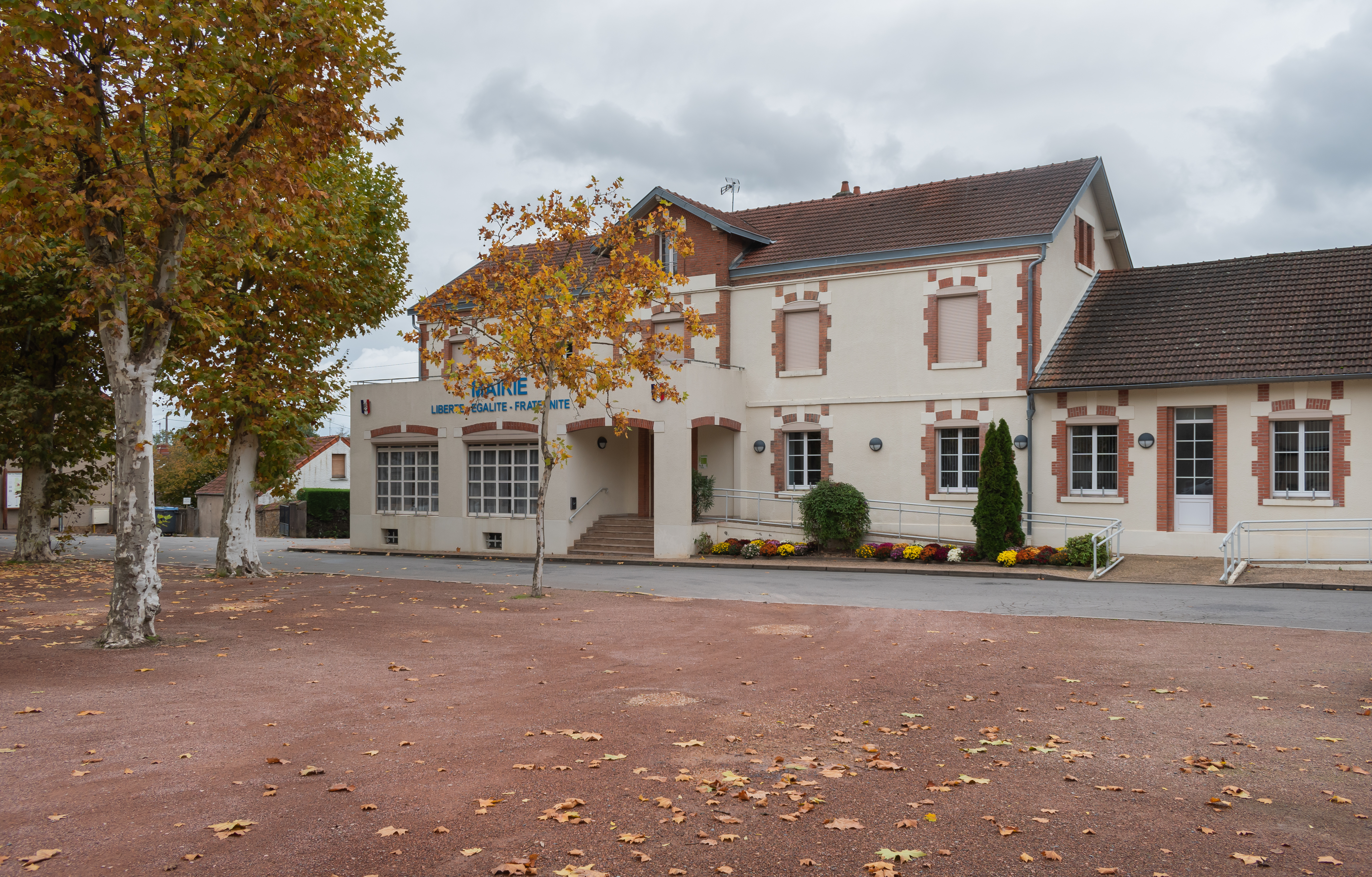
La mairie.

| Période   | Période   | Identité                  | Étiquette             | Qualité                                                           |
| --------- | --------- | ------------------------- | --------------------- | ----------------------------------------------------------------- |
| 1904      | 1919      | P. Salin                  |                       | Directeur d'exploitation de la mine de La Machine                 |
| 1919      | 1938      | Pierre Dachet (1879-1947) | SFIO                  |                                                                   |
| 1938      | 1941      | L. Cornesse               |                       |                                                                   |
| 1941      | 1942      | G. Ninlias                |                       |                                                                   |
| 1942      | 1944      | F. Normand                |                       |                                                                   |
| 1944      | 1945      | L. Cornesse               |                       |                                                                   |
| 1945      | 1946      | C. Pieuchot               |                       |                                                                   |
| 1946      | 1947      | R. Mordon                 |                       |                                                                   |
| 1947      | 1968      | Gustave Grillas           | SFIO                  | Délégué mineur                                                    |
| 1968      | mars 1989 | René Vingdiolet           | PS                    |                                                                   |
| mars 1989 | juin 1995 | Paulette Lavergne         | PCF                   | Infirmière Conseillère générale (1979-1998)                       |
| juin 1995 | 1995      | Christian Gros            | PS                    |                                                                   |
| 1995      | mars 2001 | Daniel Jaubertie          | PS                    |                                                                   |
| mars 2001 | En cours  | Daniel Barbier            | PS puis LREM puis DVG | Directeur d'un centre de formation Conseiller général (1998-2015) |

## Démographie
L'évolution du nombre d'habitants est connue à travers les recensements de la population effectués dans la commune depuis 1793. Pour les communes de moins de 10 000 habitants, une enquête de recensement portant sur toute la population est réalisée tous les cinq ans, les populations de référence des années intermédiaires étant quant à elles estimées par interpolation ou extrapolation. Pour la commune, le premier recensement exhaustif entrant dans le cadre du nouveau dispositif a été réalisé en 2004.

En 2022, la commune comptait 3 213 habitants, en évolution de −5,08 % par rapport à 2016 (Nièvre : −3,28 %, France hors Mayotte : +2,11 %).
| 1793 | 1800 | 1806 | 1821 | 1831  | 1836  | 1841  | 1846  | 1851  |
| ---- | ---- | ---- | ---- | ----- | ----- | ----- | ----- | ----- |
| 752  | 776  | 811  | 760  | 1 349 | 1 473 | 1 760 | 2 074 | 2 267 |

| 1856  | 1861  | 1866  | 1872  | 1876  | 1881  | 1886  | 1891  | 1896  |
| ----- | ----- | ----- | ----- | ----- | ----- | ----- | ----- | ----- |
| 2 743 | 3 232 | 3 352 | 3 456 | 4 572 | 4 729 | 4 972 | 4 841 | 4 821 |

| 1901  | 1906  | 1911  | 1921  | 1926  | 1931  | 1936  | 1946  | 1954  |
| ----- | ----- | ----- | ----- | ----- | ----- | ----- | ----- | ----- |
| 4 479 | 4 394 | 4 022 | 4 971 | 4 994 | 5 834 | 5 526 | 5 756 | 6 054 |

| 1962  | 1968  | 1975  | 1982  | 1990  | 1999  | 2004  | 2006  | 2009  |
| ----- | ----- | ----- | ----- | ----- | ----- | ----- | ----- | ----- |
| 6 164 | 5 749 | 4 999 | 4 627 | 4 192 | 3 735 | 3 649 | 3 563 | 3 542 |

| 2014  | 2019  | 2022  | - | - | - | - | - | - |
| ----- | ----- | ----- | - | - | - | - | - | - |
| 3 397 | 3 240 | 3 213 | - | - | - | - | - | - |

## Économie
L'activité industrielle est maintenue par quelques entreprises : 
- Bongard Bazot et Fils SA (scierie) ;
- Mécamachine SAS (usinage) ;
- Samsoud Applications (fournisseurs d'équipements industriels).

## Lieux et monuments
- L'étang Grenetier, qui dispose d'un terrain de camping permettant l'accueil de touristes et d'une guinguette. Ce site a été nommé Espace Paulette-Lavergne le 22 juin 2013, en présence de Daniel Barbier, maire et conseiller départemental, Noël Fumat adjoint, et Christian Paul, député de la Nièvre.
- Le château de Barbarie, situé derrière l'étang Neuf.
- L'église Notre-Dame-de-la-Nativité.
- Le Pavillon des Bois, ancien rendez-vous de chasse.

L'église Notre-Dame-de-la-Nativité.
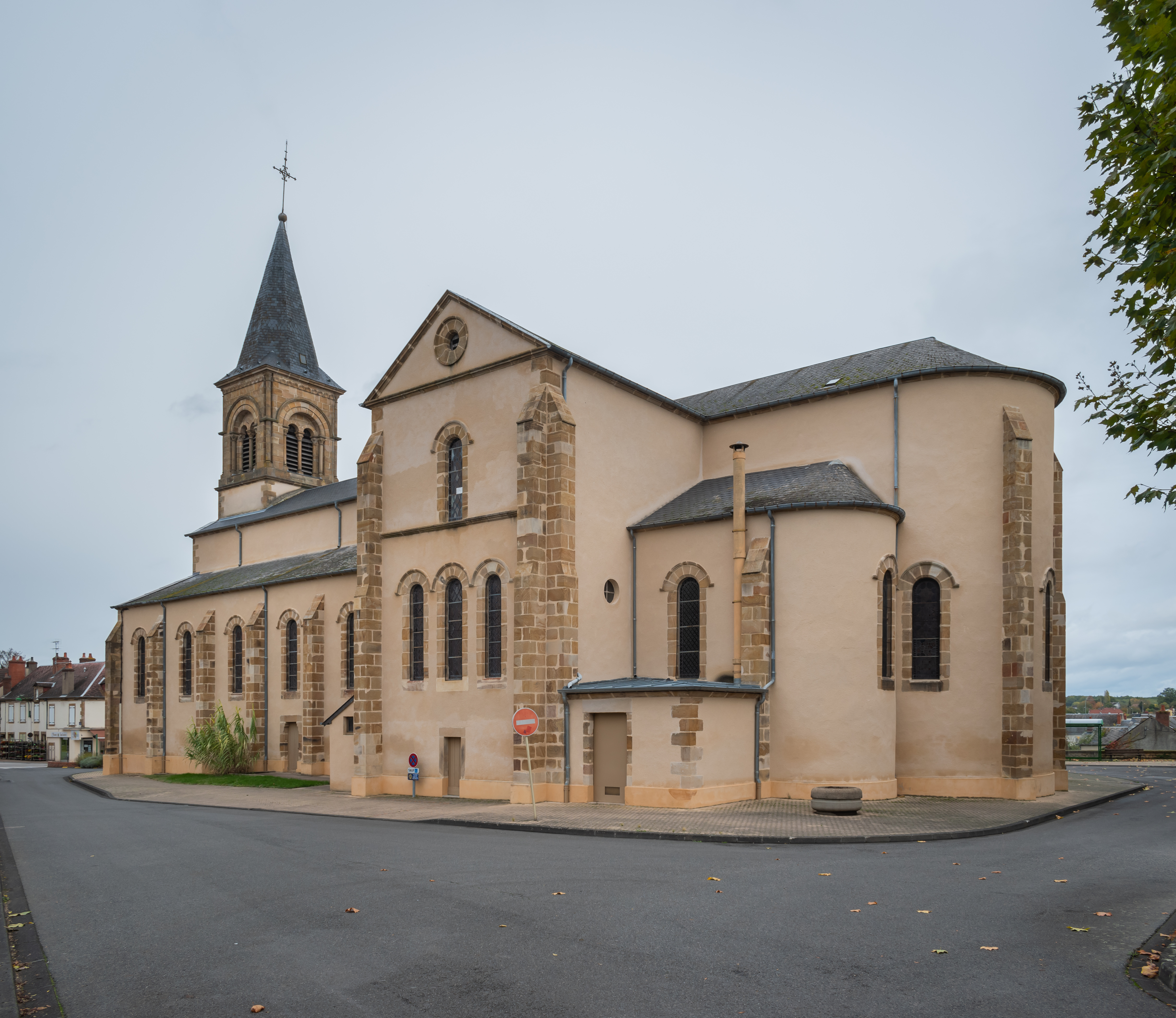
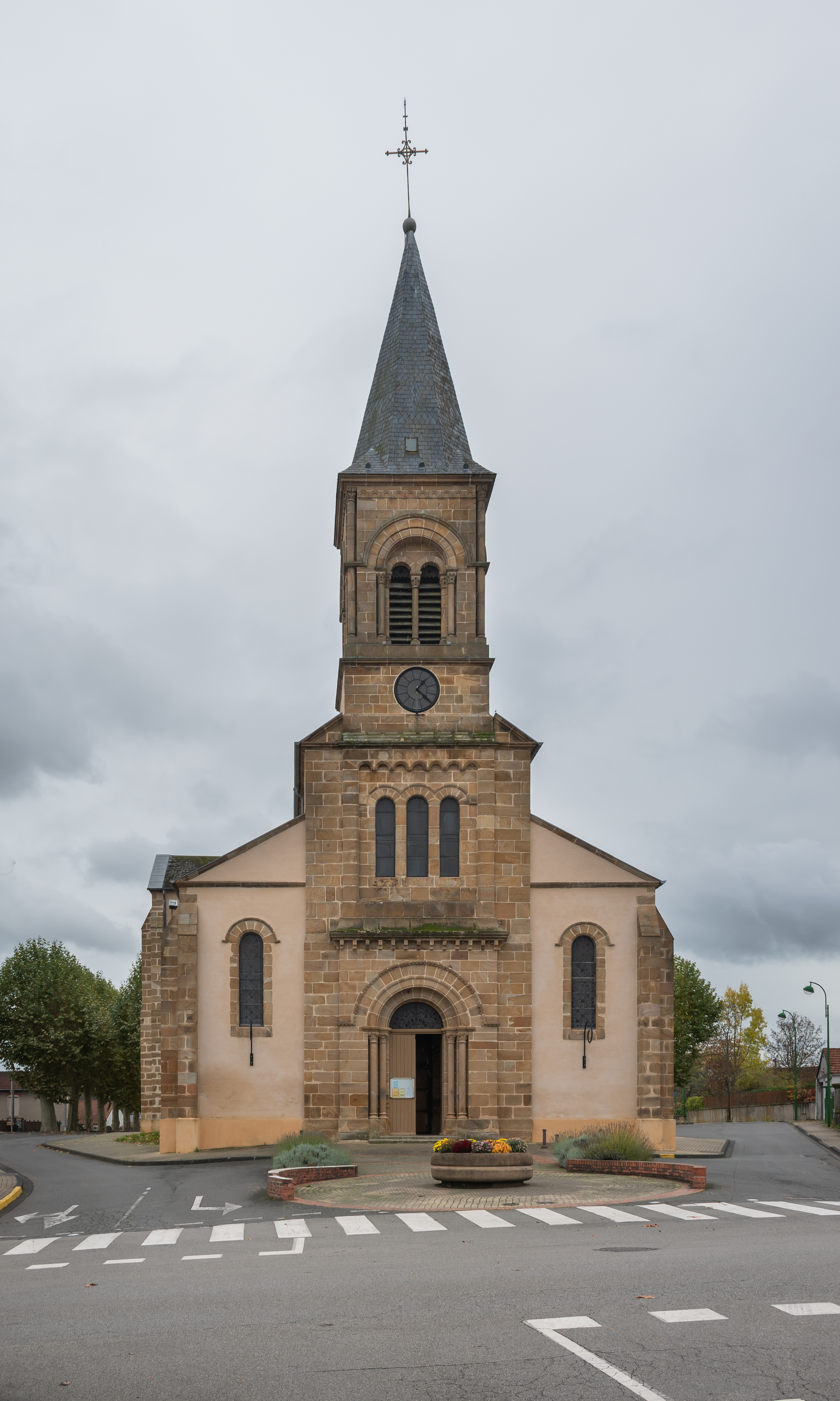
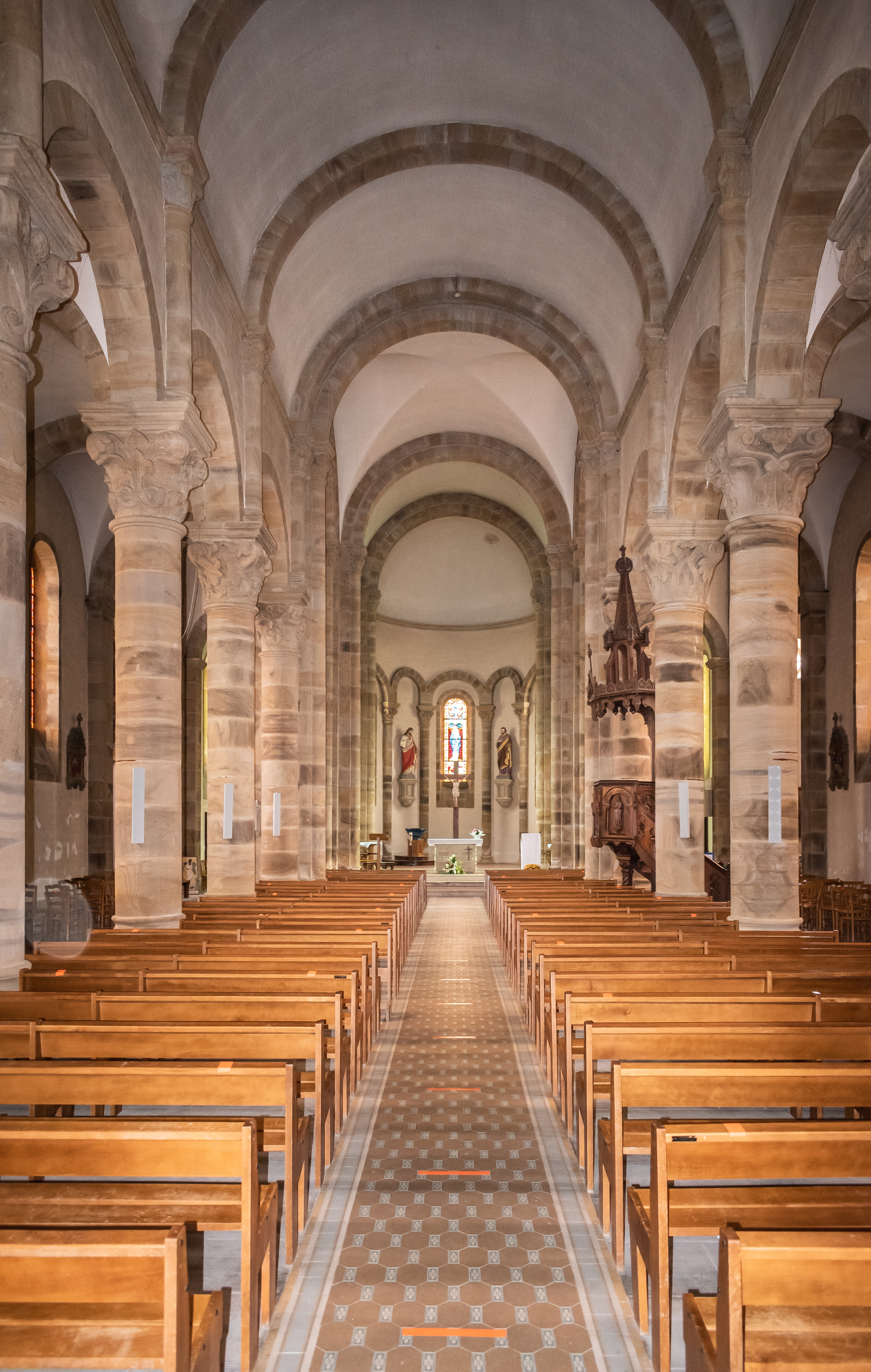
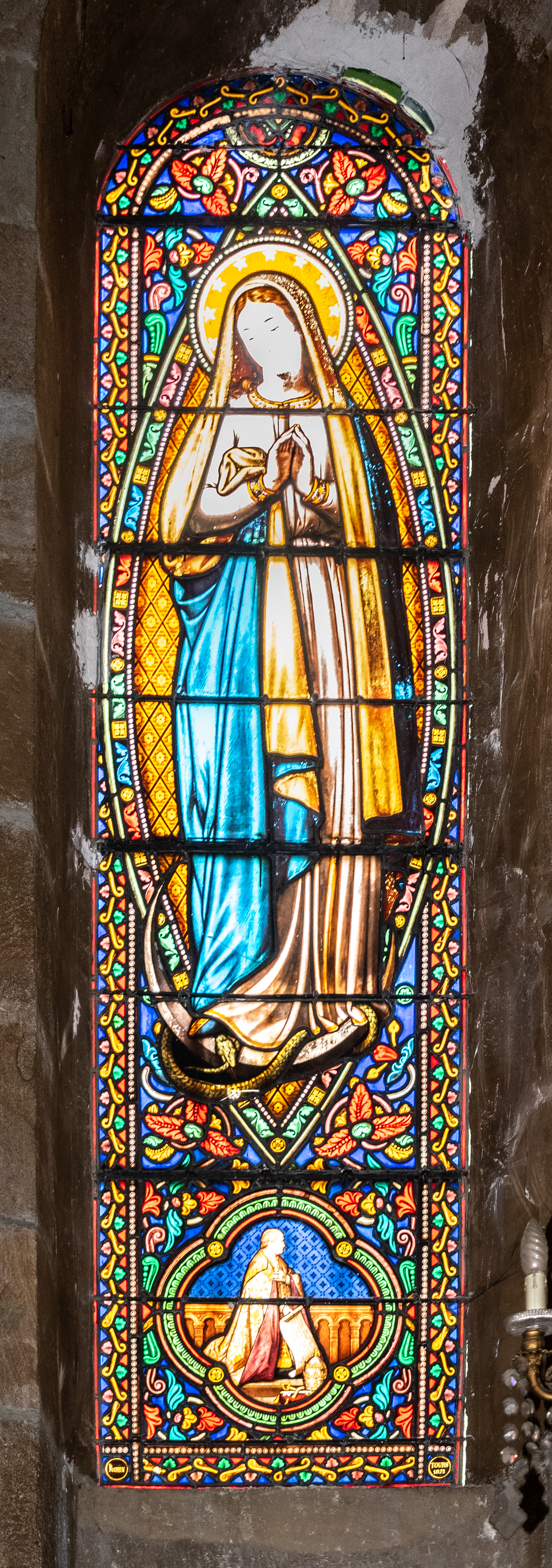

- Le musée de la mine, exposant divers outils et représentation de mineurs, proposant la visite d'un circuit retraçant les chemins empruntés par le charbon, ainsi qu'une exposition de minéraux. De 1841 à 1876, avant l'utilisation de machines à vapeur locomotives, le chemin de fer hippomobile présentait la rarissime particularité de comporter cinq écluses sèches ou ascenseurs à wagons pour descendre en direction du canal du Nivernais.

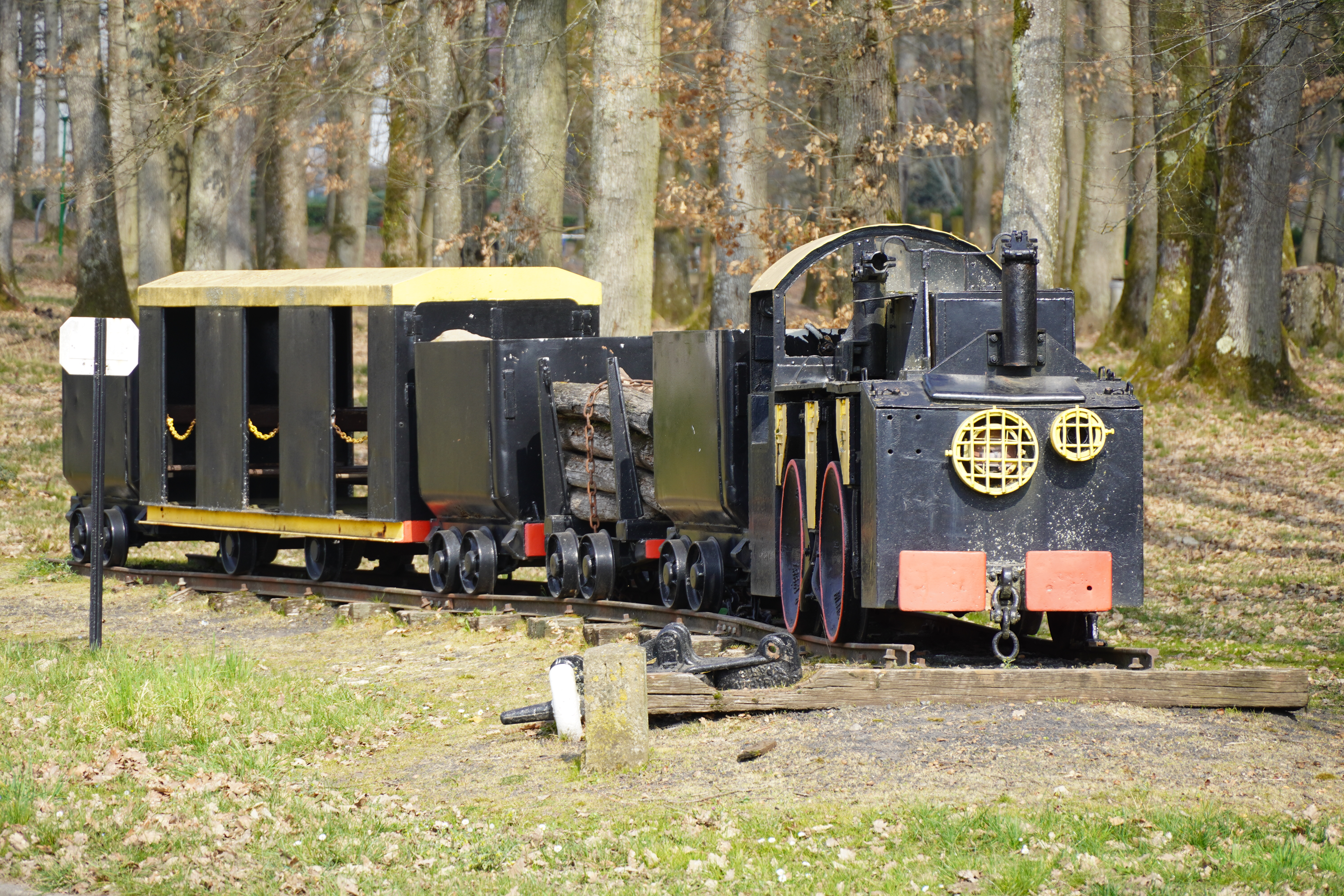
Train minier de La Machine.
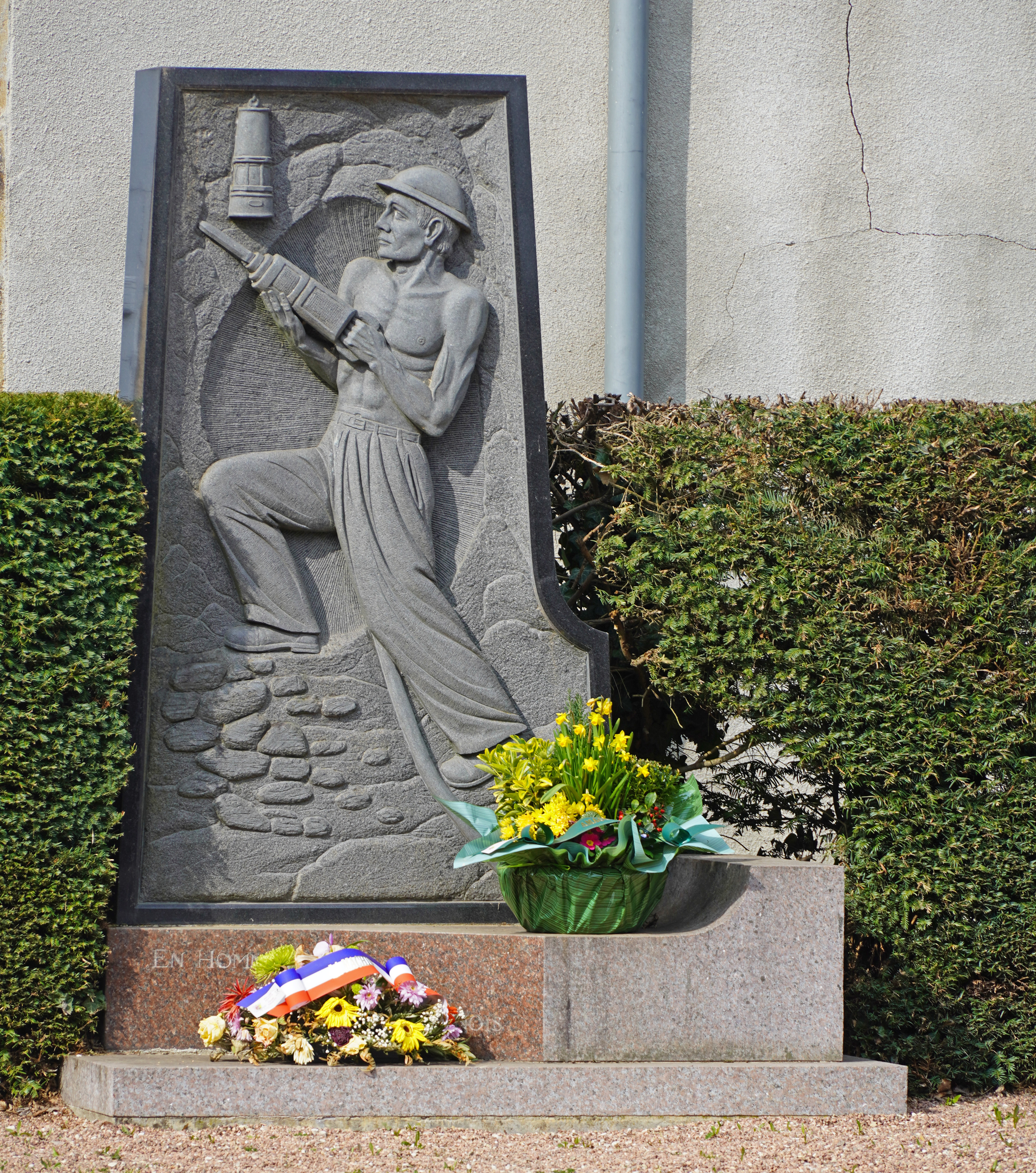
Mémorial.
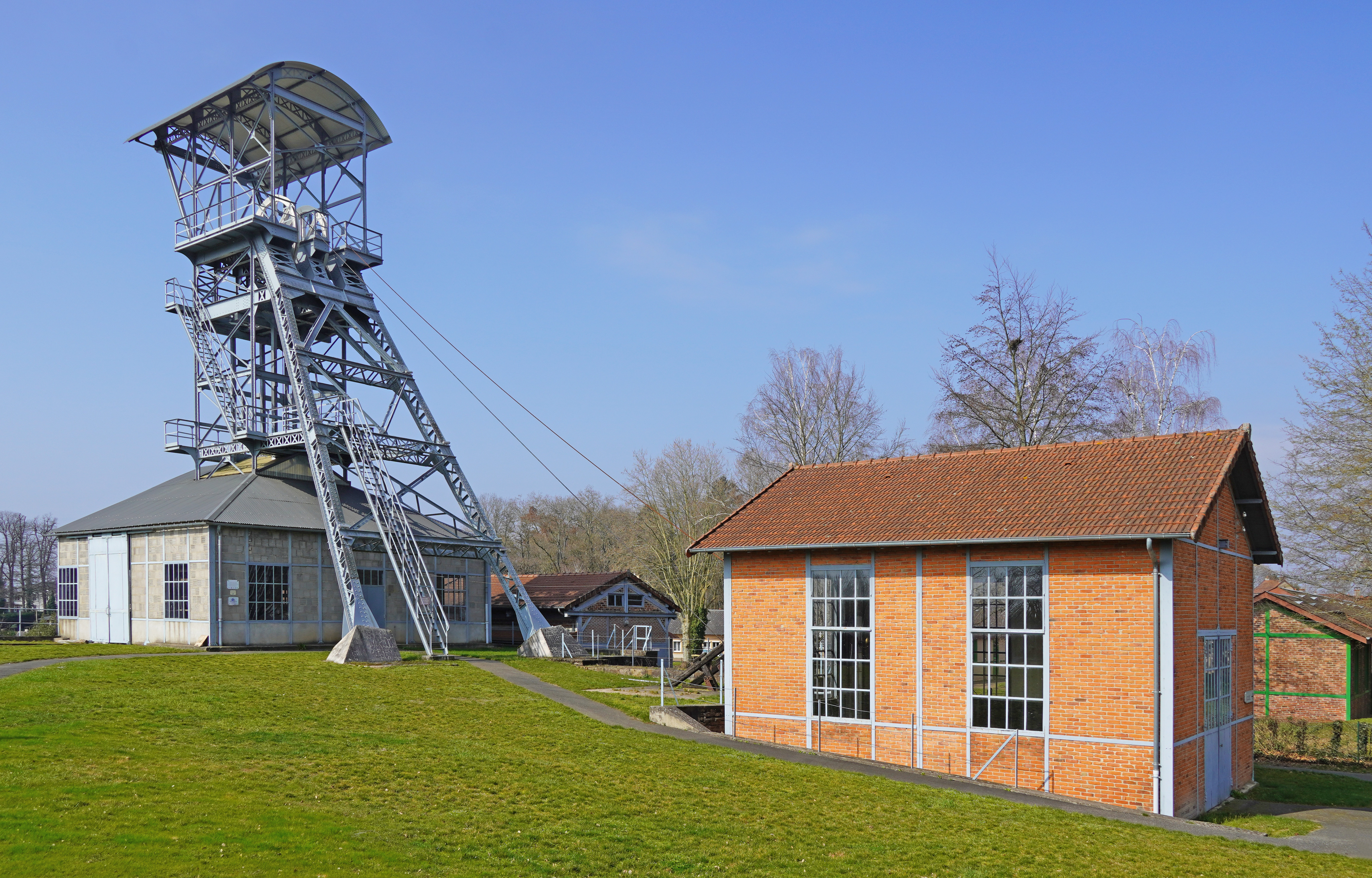
Puits des Glénons.

- Les autres vestiges miniers.

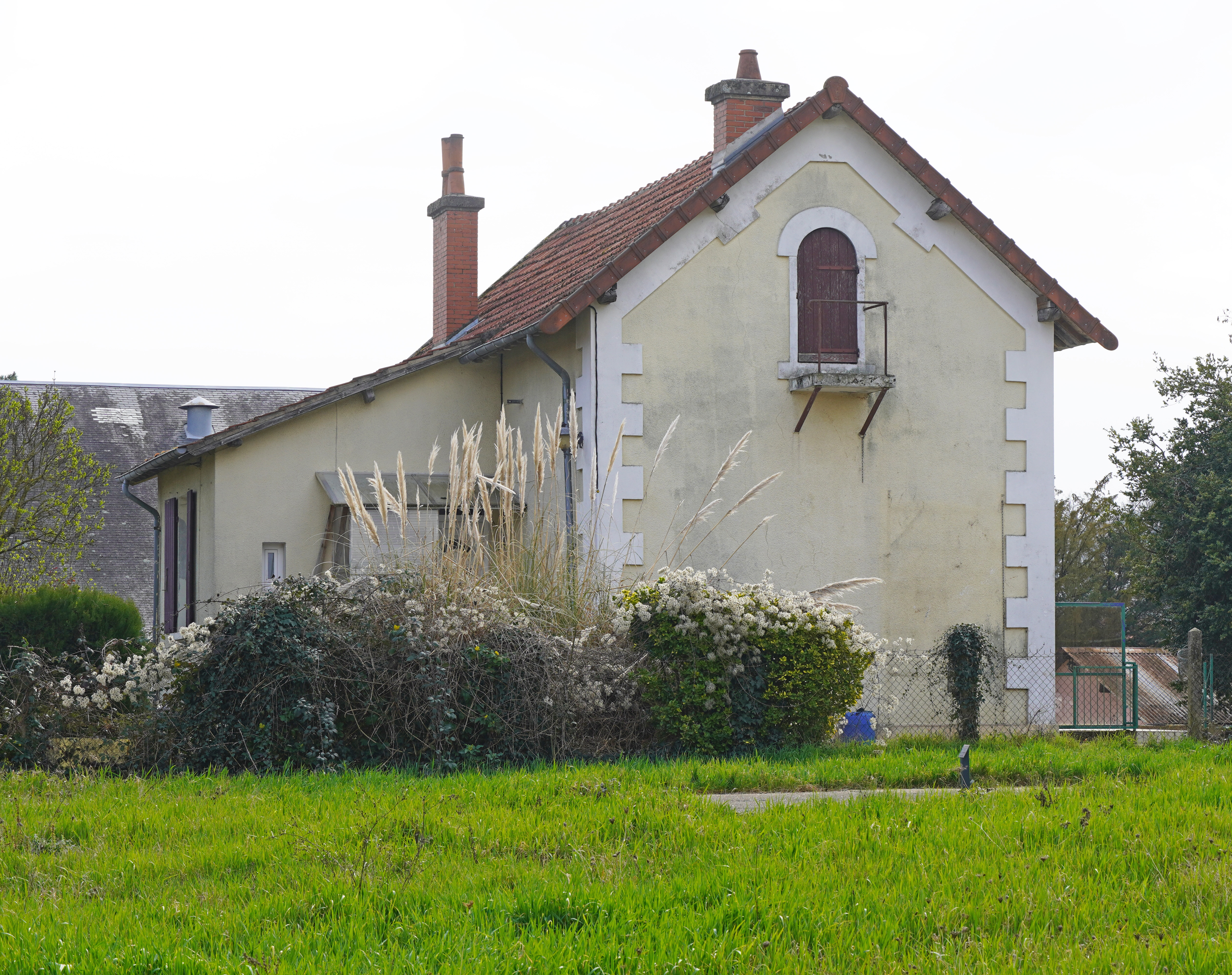
Ancien bâtiment du puits de la Chapelle.
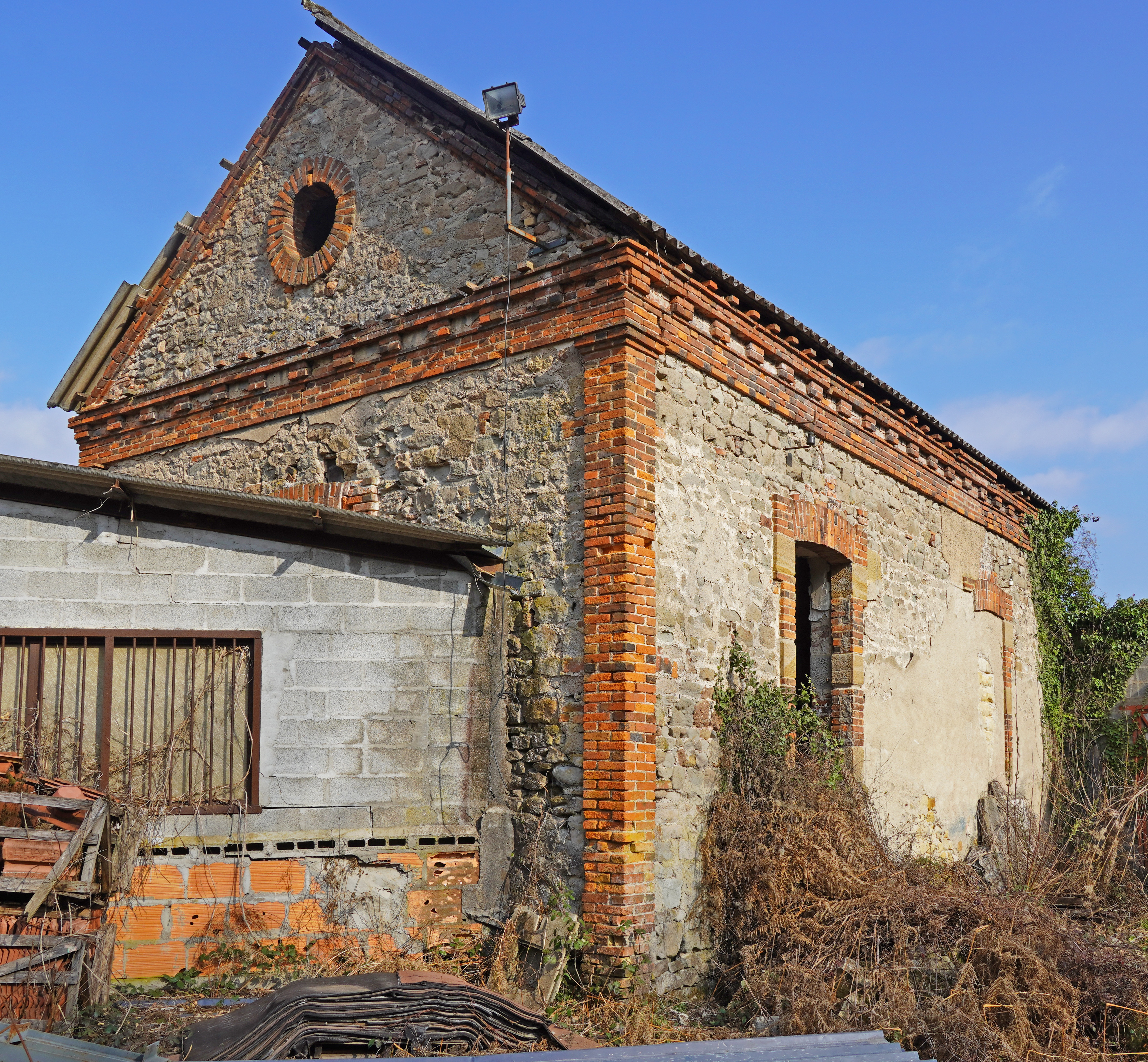
Bâtiment de la machine d'extraction du puits Sainte-Marguerite.
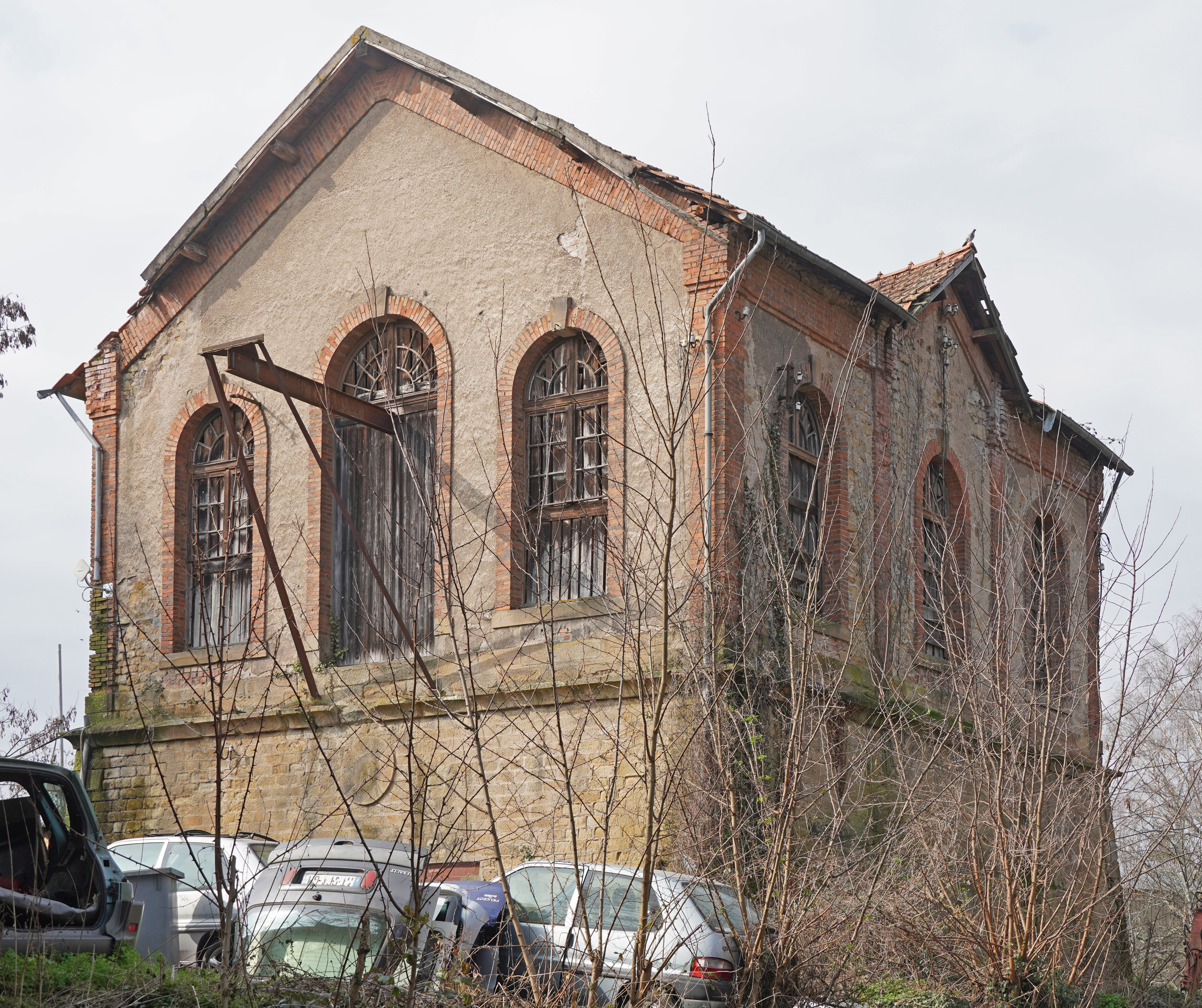
Bâtiment de la machine d'extraction du puits des Zagots.

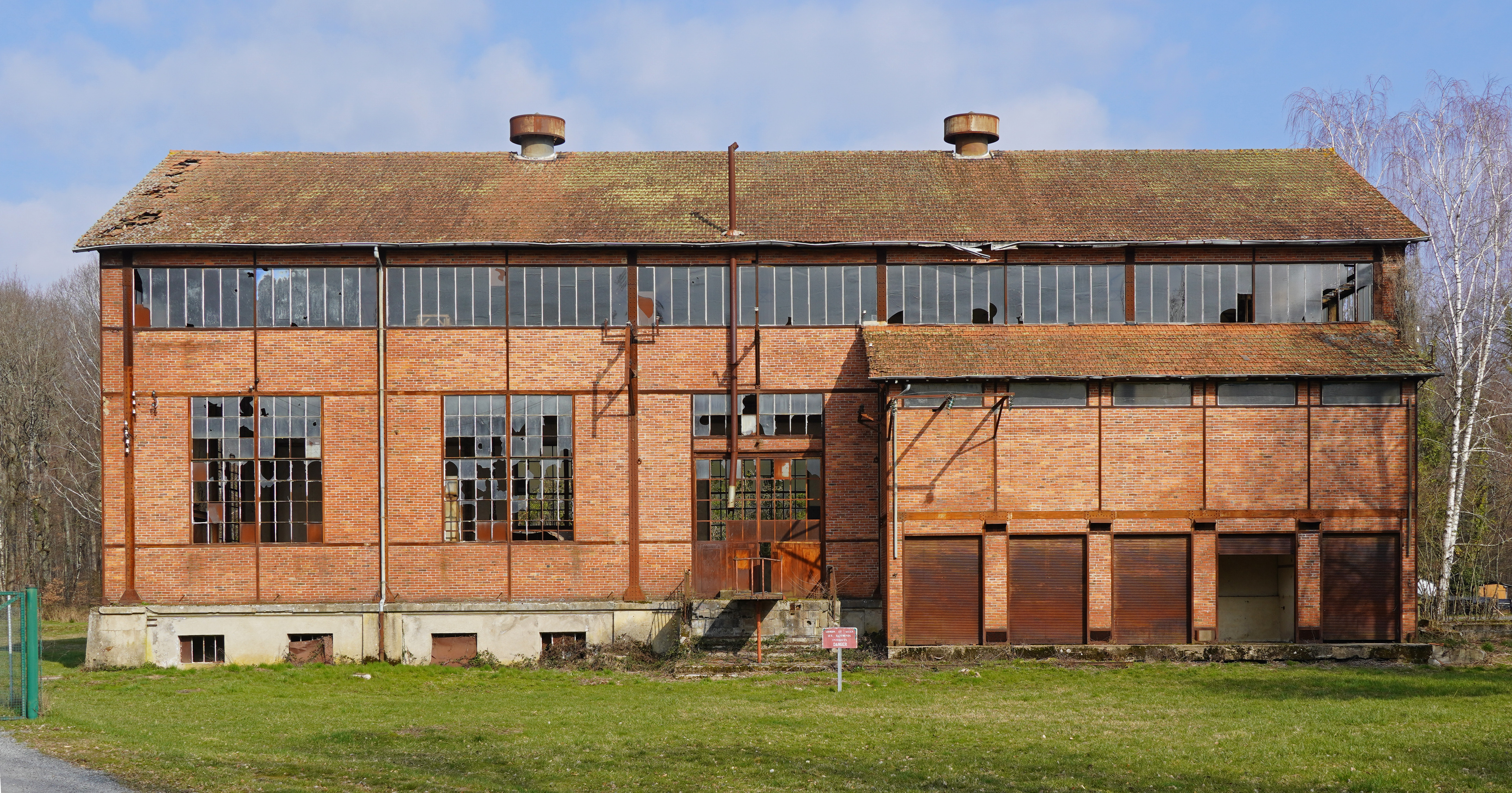
Bâtiment de la machine d'extraction du puits Henri-Paul.
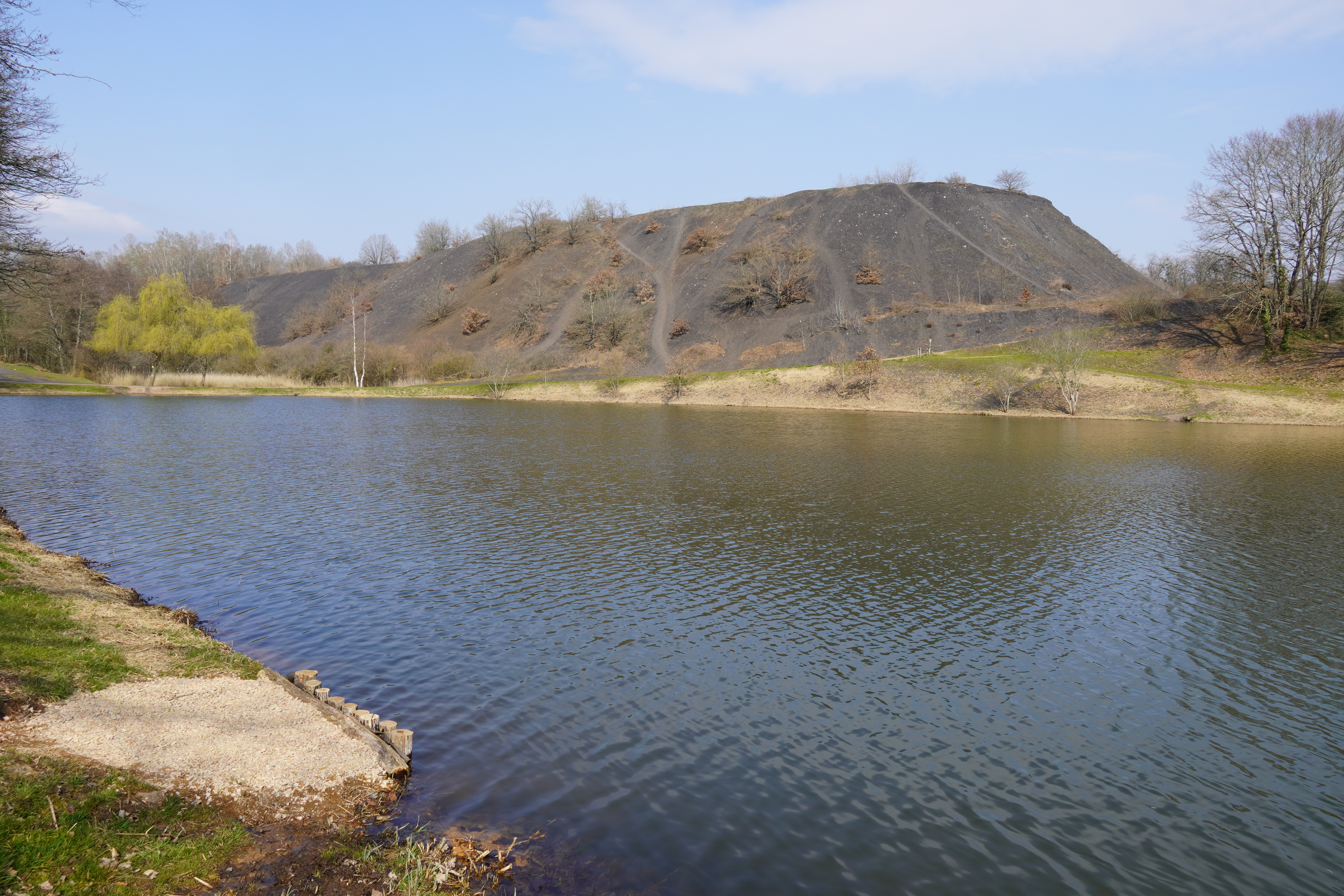
Terril du lavoir à charbon du Pré Charpin.

## Personnalités liées à la commune
- Alexis Lemaître (1864-1939), vicaire à La Machine en 1888 à 1892.
- Jules Pravieux (1866-1926), romancier.
- Louis Lanoizelée (1896-1990), bouquiniste, auteur d'études sur des écrivains régionaux (Émile Guillaumin, Charles-Louis Philippe, Marguerite Audoux, Gaston Couté) et d'un ouvrage sur La Machine et ses houillères.
- Maurice Rousseau (1906-1977), gymnaste.
- Roger Laurence, chauffeur du président François Mitterrand.
- Milan Grobarcik (1933-2024), footballeur, y est né.

## Jumelages
- Stronie Śląskie (Pologne).